# Гилель (движение)
«Гилель: фонд еврейской жизни в кампусах», также известный как   «Международный Гилель» — крупнейшая студенческая еврейская организация в мире, способствующая возрождению еврейской жизни: ознакомлению с историей, культурой и традициями еврейского народа. Цель движения — становление нового поколения образованных и просвещённых евреев, гордящихся своим наследием. Студенческое движение названо по имени мудреца рабби Гилеля.
«Международный Гилель» представлен в более чем 850 колледжах и сообществах по всей Северной Америке и по всему миру, включая 30 сообществ в бывшем СССР, девять в Израиле и пять в Южной Америке.

## История
«Гилель» был учреждён в 1923 году в Университете Иллинойса в Урбане-Шампэйн. До этого времени был открыт студенческий клуб «Гилель» в сельскохозяйственно-техническом колледже Техаса (ныне Техасский университет).
К 1990-м годам, благодаря поддержке филантропов, было основано около 120 клубов и их филиалов в более чем 400 студенческих городках. На сегодня «Гилель» является крупнейшим движением еврейского студенчества в мире. Клубы «Гилеля» действуют в Израиле, Южной Америке, странах СНГ, филиалы есть в Австралии, Канаде и Великобритании.

## Президенты «Гилеля»
- 1925—1927 — рабби Беньямин Франкель
- 1928—1933 — доктор Луис Л. Манн
- 1933—1947 — доктор Абрам Л. Сахар
- 1947—1956 — рабби Артур Дж. Левивельд
- 1956—1959 — доктор Джуда Дж. Шапиро
- 1959—1971 — рабби Беньямин М. Кан
- 1971—1975 — рабби Альфред Йоспе
- 1975—1979 — рабби Норман Фример
- 1979—1984 — рабби Оскар Гронер
- 1984—1987 — Ларри Мозес
- 1988—2003 — Ричард М. Джоэль
- 2003—2005 — Авраам Инфельд
- 2005—2013 — Вейн Л. Файрстоун
- с 2013 — Эрик Фингерхат[6]

## «Гилель» в России и СНГ
В странах СНГ «Гилель» был открыт в 1994 году при содействии филантропов Чарльза и Линн Шустерман при поддержке Американского еврейского объединённого распределительного комитета и Hillel International. Ныне «Гилель» представлен в 17 городах 7 стран СНГ, в том числе в 8 городах России.
В России «Гилель» работает в Москве, Санкт-Петербурге, Екатеринбурге, Хабаровске, Новосибирске, Красноярске, Пензе и Саратове. Директор «Гилель» России — Елена Вольцингер. В Попечительский совет «Гилеля» России входят Михаил Печерский, Грег Абовски, Джереми Московиц, Евгений Бутман, Дмитрий Дикман, Александр Минц, Алик Надан, Виктор Найшуллер, Дмитрий Сорец, Михаил Симонов, Роман Тышковский, Александр Фалькович, Ян Янукович.
«Гилель» CASE (регион CASE — остальные страны бывшего СССР) работает в 6 странах: Молдавия (Кишинёв), Белоруссия (Минск), Грузия (Тбилиси), Азербайджан (Баку), Узбекистан (Ташкент), Украина (Киев, Днепропетровск, Одесса, Львов, Харьков, Севастополь, Симферополь и Донецк). Директор «Гилель» CASE — Иосиф (Осик) Аксельруд.

### Программы в России
- «Еврейские традиции и культура». «Гилель» — светская организация, которая знакомит молодых людей с еврейской культурой и традицией. Значительная часть участников впервые открывают еврейский мир именно в «Гилеле», поэтому мероприятия рассчитаны на людей, которые оказались в общине впервые, рассказывая о сложных вещах простым языком. В фокусе культурной и просветительской деятельности Гилеля — изучение еврейской истории и традиций. Это позволяет молодёжи ощутить связь со своими корнями, почувствовать принадлежность к глобальному еврейскому сообществу и принять активное участие в его жизни. Участники открывают Израиль бесплатно по образовательному проекту «Таглит».[7]
- «Волонтёрство». В основе проектов Гилеля лежит желание изменять мир вокруг к лучшему не только в еврейской общине, но и на благо своего города. Это важнейшая еврейская ценность — «тиккун олам» (ивр. «исправление мира»). Студенты участвуют в «Дне Добрых Дел»[8][9], экологических и донорских акциях, помогают детям и пожилым людям, ухаживают за заброшенными еврейскими кладбищами, сохраняют память о Катастрофе.
- «Лидерское развитие». Активисты «Гилеля» — это не просто слушатели, но участники и организаторы мероприятий и праздников, а в дальнейшем — лидеры общины, знающие и любящие еврейские ценности. Для развития лидерских качеств студентов в Гилеле существуют особые программы. «Максимум» — лидерская программа для студентов 18-25 лет, нацеленная на получение навыков проектной деятельности в сфере социального предпринимательства, проходит в Москве и Петербурге. Студенты разрабатывают идеи собственных проектов, улучшающих жизнь общины, под руководством менторов — российских бизнесменов[10].
- «Карьерный старт». На организованных специально для Гилеля встречах с успешными людьми студенты узнают о развитии отраслей от лучших специалистов. Среди лекторов — Виктор Найшуллер, Демьян Кудрявцев, Евгений Бутман, Михаил Фридман, Дмитрий Зимин. Студенты «Гилеля» проходят обучение на курсах партнёров: Fishki.net, Cisco, Yota, Vector и др.